# 莫兰沙尔
莫兰沙尔（法語：Molinchart，法語發音：[mɔlɛ̃ʃaʁ]）是法国上法蘭西大區埃纳省的一个市镇，属于拉昂区。

## 地理
莫兰沙尔（49°33'40"N, 3°32'26"E）面积4.47 平方千米，位于法国上法蘭西大區埃纳省，该省份为法国北部内陆省份，北起北部省，西接索姆省和瓦兹省，东临阿登省和马恩省，西南至塞纳-马恩省，东北部与比利时接壤。
与莫兰沙尔接壤的市镇（或旧市镇、城区）包括：比西莱塞尔尼、塞尼莱比西、克拉西和蒂耶雷、拉尼斯库尔、拉昂、塞西耶尔-叙济。

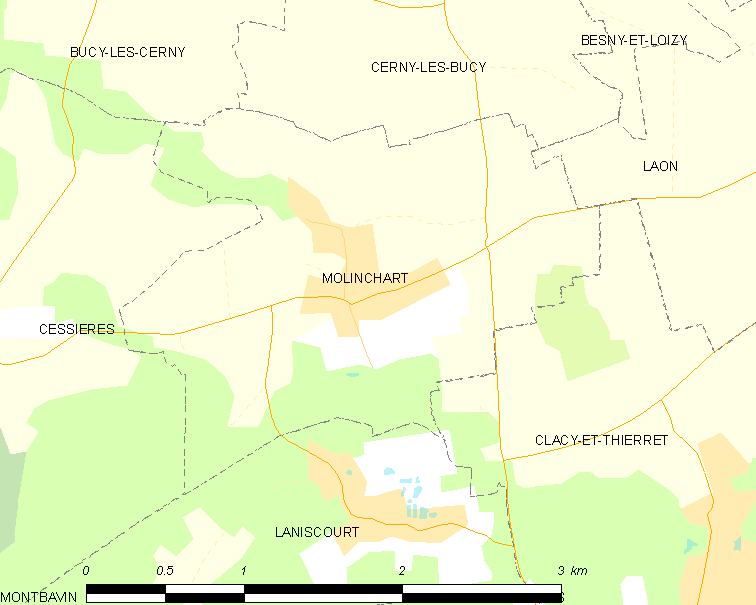
莫兰沙尔的OSM定位图

莫兰沙尔的时区为UTC+01:00、UTC+02:00（夏令时）。

## 行政
莫兰沙尔的邮政编码为02000，INSEE市镇编码为02489。

## 政治
莫兰沙尔所属的省级选区为拉昂第一县。

## 人口

1962-2008年间莫兰沙尔人口变化图示

莫兰沙尔于2022年1月1日时的人口数量为355人。